# 陈琳 (1922年)
陈琳（1922年5月26日—2023年1月21日），男，中国外语教育家。

## 生平
1948年，陈琳在南京金陵大学担任英语助教。1950年，进入北京外国语学校（今北京外国语大学）。在此之后，陈琳一直致力于英语教学。1957年与1953年入学的北京外国语学院毕业生王家湘结婚。1978年，陈琳主持了《广播电视英语讲座》并为其编写了配套教材。陈琳先后主编了《大学英语》《英语（新标准）》等英语教材，并在1999年起，作为国家《英语课程标准》研制专家组组长负责主持制定了《义务教育英语课程标准（实验）》《普通高中英语课程标准（实验）》《普通高中英语课程标准（2017版）》等课程标准。

## 奖项和荣誉
2018年，获得“全国优秀教师”荣誉称号。